# 문영철
문영철(1915년~1950년 9월)은 대한민국의 권투 선수, 조직폭력배이다.

## 생애
문영철은 일제강점기 시절 상하이 등지에서 권투 선수로 이름을 알렸다. 문영철은 해방 이후 김두한과 같이 우익활동을 했으며, 아내를 따라 기독교로 귀의하였다고 한다. 한국 전쟁 발발 후 김두한 등 우미관패들과 학도병을 이끌고 낙동강 전투에 참전하였는데, 김두한의 증언에 따르면 이때 인민군의 총에 맞아 전사했다고 한다. 그러나 이는 확인된 사실은 아니다.

## 문영철이 등장한 작품
- 장세진 - 2002년 《야인시대》 SBS 드라마